# RMS Empress of Ireland
RMS Empress of Ireland – kanadyjski dwukominowy statek pasażerski, który zatonął 29 maja 1914 po zderzeniu z norweskim węglowcem "Storstad". Budowany w latach 1905–1906 w Glasgow. Wodowanie odbyło się 27 stycznia 1906. Jego dziewicza podróż przypadła na 29 czerwca 1906. Całkowita długość statku wynosiła 174 metry, szerokość 19,98 metry. Mógł rozwinąć prędkość do 18 węzłów.

## Ostatni rejs
„Empress of Ireland” wypłynął z Quebecu do Liverpoolu 28 maja 1914 o godzinie 16:30. Mimo mgły, statek płynął z dużą prędkością. Następnego dnia, na Rzece Świętego Wawrzyńca niedaleko miasta Rimouski, zderzył się o drugiej nad ranem w gęstej mgle z norweskim statkiem "Storstad", przewrócił się na burtę i poszedł na dno w ciągu 15 minut. Zginęło 1014 pasażerów. Kapitan statku Kendall ocalał z katastrofy. Jednoznacznie uznano, że sprawcą wypadku był statek norweski, który we mgle płynął z nadmierną prędkością.